# Puerto Ruiz
Puerto Ruiz es una localidad y puerto del departamento Gualeguay, en la provincia de Entre Ríos, República Argentina. Se halla sobre la margen derecha del río Gualeguay, 9 kilómetros al sur de la ciudad de Gualeguay, funcionando como puerto de dicha ciudad, de la cual constituye un barrio.
La población de la localidad, es decir sin considerar el área rural, era de 298 personas en 1991 y de 362 en 2001.
El pueblo nació en 1750. A mediados del siglo XIX ya tenía un movimiento importante, el cual se vio potenciado por la construcción del primer Ferrocarril Entrerriano, que la vinculaba con Gualeguay. Por su salida fluvial Puerto Ruiz fue concentrando los saladeros que trabajaban con el ganado de la zona, constituyendo la principal actividad económica no solo de Puerto Ruiz sino también de la misma Gualeguay. A medida que los barcos se hicieron más grandes y el calado del río Gualeguay no era suficiente el volumen transportado fue mermando, hasta casi desaparecer después de 1950. Todavía quedan muchas edificaciones que reflejan el pasado de ajetreada actividad económica.
El nombre provendría de dos hermanos de apellido Ruiz que habitaban la zona en el siglo XVIII.